# Masters 26 Dijon-Bourgogne
De Masters 26 Dijon-Bourgogne  was een golftoernooi dat deel uitmaakte van de Alps Tour en de Franse Allianz Golf Tour.
Het toernooi speelde zich af op de Golf Jacques Laffite Dijon-Bourgogne, in Norges-la-Ville. De eerste editie was in 2006.
| Jaar                       | Winnaar                 | Prijzengeld             | Info                              |
| Masters Dijon-Bourgogne    | Masters Dijon-Bourgogne | Masters Dijon-Bourgogne | Masters Dijon-Bourgogne           |
| -------------------------- | ----------------------- | ----------------------- | --------------------------------- |
| 2006                       | Ulf Wendling            | € 40.000                | na play-off tegen Jeremy Kirkland |
| Masters 26 Dijon-Bourgogne |                         |                         |                                   |
| 2007                       | Sarel Son Houi          | € 40.000                |                                   |
| 2008                       | Cédric Menut            | € 45.000                | Foto's                            |
| 2009                       | Baptiste Chapellan      | € 45.000                |                                   |